# Rajmund z Fitero
Rajmund z Fitero, właśc. hiszp. Raymond  Sierra (ur. na początku XII wieku w Saint-Gaudens w Królestwie Aragonii, zm. w 1163 w  Ciruelos k. Toledo w Nowej Kastylii) – hiszpański duchowny katolicki, zakonnik cysterski (SOCist.) i opat, założyciel rycerskiego zakonu Calatravy, święty Kościoła katolickiego.
Urodził się w diecezji tuluskiej na terenie dzisiejszej Francji. Był kanonikiem katedry w Tarazonie. Wstąpił do zakonu cystersów w Escale-Dieu, w diecezji Tarbes, stając się mnichem opactwa (łac.) Scala Dei (fr. l'Abbaye de l'Escaladieu). Wysłany do Hiszpanii założył opactwo cysterskie w Fitero w Królestwie Nawarry, którego został pierwszym opatem.
W 1158 roku utworzył zakon rycerzy z Calatravy przy wydatnej pomocy swego przyjaciela i doradcy, o. Diego Velazqueza, byłego rycerza, w celu obrony miasta i twierdzy Calatrava. Zamek ten miał kluczowe znaczenie w systemie obrony stolicy Kastylii, Toledo. Templariusze, stanowiący wcześniej jego załogę, stwierdzili, że nie będą w stanie utrzymać powierzonej im twierdzy ze względu na szczupłość swoich sił. W związku z tym król Sancho III poszukiwał nowych chętnych do obrony twierdzy. Ulegając namowom Velazqueza, Rajmund poprosił króla o powierzenie mu zamku w Calatravie. Sancho powierzył miasto i twierdzę cystersom w osobie Rajmunda we wieczyste władanie pod warunkiem obrony ich przed wrogami wiary.
Rajmund rozkazał przenieść liczne dobra z opactwa Fitero do Calatravy, oraz otrzymał pomoc finansową od arcybiskupa Toledo, który dodatkowo obiecał wszystkim pomagającym odpust całkowity od wszelkich win. W krótkim czasie Rajmund zebrał znaczny oddział, który stał się zaczątkiem nowego zakonu.
Po jego śmierci duchowni pod przywództwem opata Rudolfa (Rodolfo) opuścili Calatravę i powrócili do życia klasztornego w Ciruelos, a jedynie Velazquez z kilkoma mnichami pozostali, aby wspierać rycerzy. Nowy zakon nabrał wtedy wyraźnie militarnego charakteru, wzorując się na templariuszach i joannitach.
Wspomnienie liturgiczne św. Rajmunda obchodzone jest 1 lutego za Martyrologium Rzymskim (niegdyś: 15 i 16 marca lub 30 kwietnia).
Jego kult liturgiczny zaaprobował w 1719 roku papież Klemens XI.